# Jorge Fleck
Jorge Fleck est un ancien pilote de rallyes brésilien, né en 1954.

## Biographie
Natif -et vivant toujours- dans l'état de Rio Grande do Sul, il a commencé par des compétitions de karting dès l'âge de 16 ans, en 1969.
Ses compétitions automobiles ont débuté en novembre 1971, aux 12 Heures de Tarumã (2e déjà... à 5/100° du vainqueur).
En 1973, il entre à l'école de conduite de Claudio Miller, lui-même ancien rallyman.
Sa première victoire fut au rallye da Graciosa (état du Paraná), et ses débuts dans le championnat gaúcho de rallyes se firent en 1976.
En 1981, il remporte la première édition du Rally da Graciosa.
Ce pilote a été Champion du Brésil des rallyes en 1985 (alors sous l'égide de la FISA), et a terminé 7e du rallye d'Argentine WRC en 1987 sur Volkswagen Golf GTI (mais également 10e du rallye du Portugal WRC en 1982, cette fois sur Opel Kadett GT/E).
Ceci constitue le meilleur résultat d'un pilote brésilien en championnat du monde jusqu'à présent (aucun autre n'ayant marqué de points).
Son copilote était son compatriote Silvio Klein, de 1977 à 1989, date de l'arrêt de ses courses régulières en rallyes (il continua sporadiquement jusqu'en 2009, sur Subaru et Peugeot notamment).
Il a été Champion du Brésil de Formula Truck en 2000 (écurie de Vinicius Ramires), pour un total de 4 victoires entre 2000 (3) et 2001 (1), sur 43 courses nationales disputées de 2000 à début 2005 (et après s'être essayé dans quelques courses régionales gaucho, dès la mi-1998).
Il possède une entreprise de transports routiers à Porto Alegre, et son père était -déjà- un modeste "Gaúcho" chauffeur routier.